# محطة لوفيسا للطاقة النووية

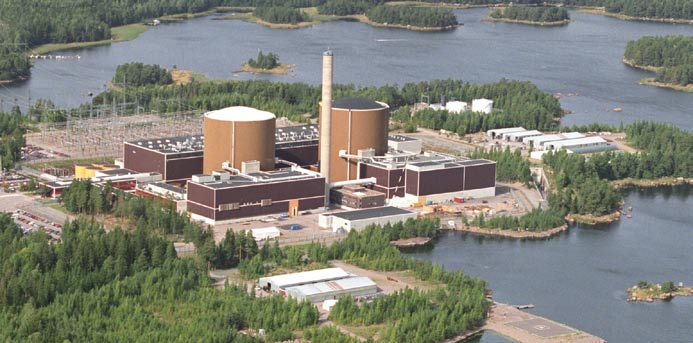
محطة لوفيسا للطاقة النووية

محطة لوفيسا للطاقة النووية هي محطة للطاقة النووية بفنلندا بالقرب من مدينة لوفيسا. وتضم مفاعلين يعملان بالماء المغلي تم تصميمها بواسطة الاتحاد السوفيتي، بسعة 507 ميجاوات لكل مفاعل.

## نبذة
دخلت المفاعلات في نشاطها التجاري في عامي 1977 و 1980 على التوالي. للامتثال للوائح النووية الفنلندية قدمت ويستينجهاوس وسيمنز الخبرة والمعدات الهندسية. أدى هذا المزيج غير التقليدي من المشاريع الغربية والسوفيتية إلى منح مطوري المشروع لقب "Eastinghouse".
في عام 1996 تم بنجاح تسخين أوعية الضغط الخاصة بالوحدة 1 من أجل إزالة التقصف الناتج عن القصف النيوتروني و شوائب التماس اللحام بين نصفي الوعاء.
تم تجديد رخصة التشغيل لكلتا الوحدتين لمدة 50 عامًا، اعتبارًا من عام 2018 أفادت التقارير أن شركة فورتوم تفكر في التقدم بطلب للحصول على تمديد آخر مدته 20 عامًا حتى عام 2050 وهو تغيير عن الخطط التي سبقت عامًا فقط والتي كان من الممكن أن تشهد توقف المحطة عن العمل.

## تخزين الوقود
تم التخطيط لتخزين الوقود المستهلك من المفاعلات بشكل دائم في مستودع أونكالو للوقود النووي المستنفد.

## أنظمة السلامة
في عام 2014 تولت رولز رويس تحديث الأنظمة المتعلقة بالسلامة لكلتا الوحدتين من كونسورتيوم وتم الانتهاء من المشروع في عام 2018.